# Tillandsia andreana
Tillandsia andreana là một loài thực vật có hoa trong họ Bromeliaceae. Loài này được E.Morren ex André miêu tả khoa học đầu tiên năm 1888.